# Село (Калининское сельское поселение)
Село — деревня в Тотемском районе Вологодской области при впадении Кобанги в Цареву.
Входит в состав Калининского сельского поселения, с точки зрения административно-территориального деления — в Калининский сельсовет.
Расстояние по автодороге до районного центра Тотьмы — 17 км, до центра муниципального образования посёлка Царева — 8 км. Ближайшие населённые пункты — Игначево, Ленино, Лукинская, Рязанка.
По переписи 2002 года население — 59 человек (26 мужчин, 33 женщины). Всё население — русские.